# Uscanoidea nigriventris
Uscanoidea nigriventris är en stekelart som beskrevs av Girault 1911. Uscanoidea nigriventris ingår i släktet Uscanoidea och familjen hårstrimsteklar.
Artens utbredningsområde är:
- Bermuda.
- Jamaica.
- Panama.

Inga underarter finns listade i Catalogue of Life.